# Tack för ditt nådesord
Tack för ditt nådesord är en psalm av Lina Sandell. Består av en enda vers på samma melodi som Närmare, Gud, till dig och Frälsare, tag min hand av Lowell Mason från 1856 (F-dur, 4/4). 

## Publicerad i
- Sionstoner 1935 som nr 794 under rubriken "Avslutning och avsked".
- Lova Herren 1988 som nr 223 under rubriken "Ordet".